# Dennis Brain
Dennis Brain (Londen, 17 mei 1921 – 1 september 1957) was een bekend Brits hoornist. Hij verwierf bekendheid vanwege zijn grote kwaliteiten als speler en vanwege het populariseren van de hoorn als solo-klassiek instrument bij het naoorlogse Britse publiek, in combinatie met zijn vroegtijdige dood op 36-jarige leeftijd. Met de medewerking van Herbert von Karajan en het Philharmonia Orchestra, nam hij onder andere de hoornconcerten van Mozart op, door velen nog steeds beschouwd als voorbeeld.

## Jeugd
Dennis Brain werd geboren in Londen uit een familie waar al meerdere goede blazers uit waren voortgekomen.
Zijn grootvader, Alfred Edwin Brain sr (1860-1925), werd beschouwd als een van de top-hoornsolisten van zijn tijd. Zijn oom, Alfred Edwin Brain jr (1885-1966), had een succesvolle carrière als hoornist in de Verenigde Staten bij de New York Symphony Society en later als solist in Hollywood. Zijn vader, Aubrey Brain (1893-1955), was solo-hoornist in het BBC Symphony Orchestra en was ook hoorndocent. Aubrey Brain nam de hoornconcerten van Wolfgang Amadeus Mozart al op in 1927. Dennis' moeder, Marion Brain, was componiste en schreef cadenzen voor het eerste en de derde hoornconcert van Mozart, die vervolgens door haar man werden uitgevoerd. Zijn broer, Leonard Brain (1915-1975), was hoboïst en speelde met Dennis in een blaaskwintet dat Dennis had geformeerd. Tina Brain, een van Leonards kinderen (Dennis' nicht), werd ook professionele hoorniste.

## Muzikale carrière

### Vroege jaren

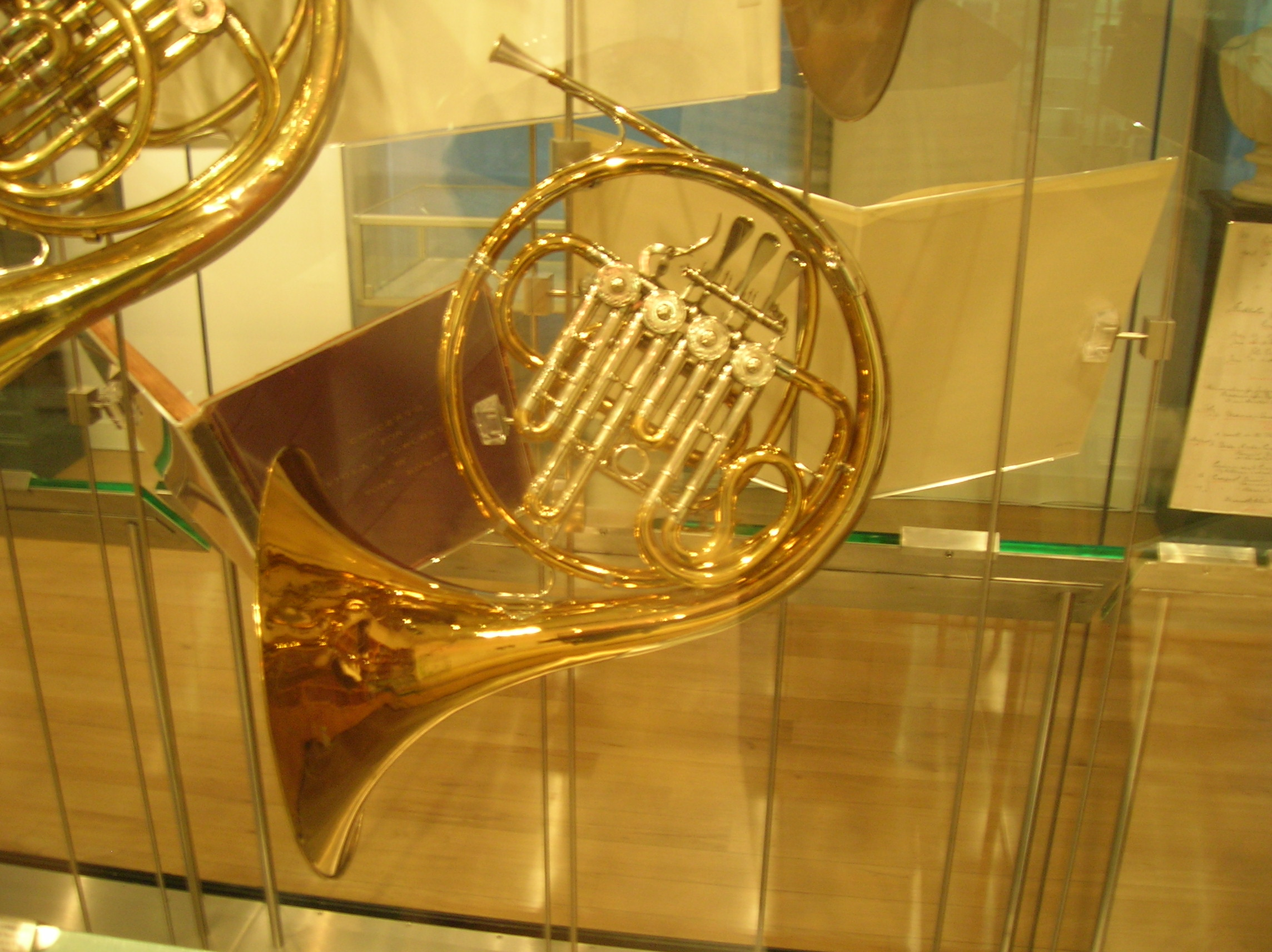
Brains Alexander-(enkele) hoorn, beschadigd bij het ongeval en gerestaureerd door Paxman, te zien in de Royal Academy of Music

Op jonge leeftijd mocht Brain elke zaterdagochtend een paar noten blazen op de hoorn van zijn vader. Aubrey Brain vond dat leerlingen pas gedurende de latere tienerjaren echt serieus hoorn konden leren spelen, als de tanden en embouchure volledig ontwikkeld waren. Tijdens die eerdere jaren leerde Brain daarom piano en orgel spelen. Pas op 15-jarige leeftijd ging Dennis van St Paul's School naar de Royal Academy of Music om hoorn te studeren, onder begeleiding van zijn vader. Hij zette er ook zijn pianostudie voort onder Max Pirani en studeerde orgel onder G. D. Cunningham.
Brain debuteerde op 6 oktober 1938, als tweede hoornist met zijn vader als solohoornist met de Busch Chamber Players in de Queen's Hall. Zij voerden Johann Sebastian Bach's Brandenburgs concert nr. 1 uit. De eerste opname van Brain was van Mozarts Divertimento in D majeur, KV 334 in februari 1939 met het Léner Quartet. Hij speelde hierin weer tweede onder zijn vader.
Op 21-jarige leeftijd werd Brain benoemd tot eerste hoornist in het National Symphony Orchestra. Hij zou er niet lang blijven werken want hij werd al snel met zijn broer ingelijfd in het Britse het leger tijdens de Tweede Wereldoorlog. Beide broers werden lid van het orkest van de Royal Air Force. Toen het Royal Air Force Symphony Orchestra werd opgericht, werd Brain lid. Dat ensemble ging op een goodwill-tournee in de Verenigde Staten. Tijdens de tournee werd Brain door een aantal dirigenten gevraagd om lid te worden van hun orkest, waaronder Leopold Stokowski van het Philadelphia Orchestra.
In 1943 begon Brains solocarrière pas echt, toen Benjamin Britten zijn Serenade voor tenor, hoorn en strijkers schreef voor de tenor Peter Pears en Brain. Een opname uit februari 1944 van de hoornsonate van Beethoven laat een 22-jarige Dennis Brain horen die buitengewoon lyrisch en virtuoos speelt, ogenschijnlijk zonder enige moeite.
Brain speelde oorspronkelijk op een Frans instrument, een hoorn van Raoux met pistons, vergelijkbaar met die van zijn vader. Dit type instrument heeft een bijzonder vloeiende toon en een mooi legato, maar een minder robuust geluid dan de Duitse instrumenten die steeds vaker werden gebruikt. In 1951 stapte hij over naar een enkele hoorn in bes van de firma Alexander, terwijl hij zich beklaagde: "Ze willen dat ik de hele tijd de juiste noten speel". De Alexander had een speciaal voor hem aangepaste loden buis die was smaller dan gebruikelijk, en een geluid produceerde dat, hoewel niet te vergelijken met de Raoux, wel in de richting ging van de lichtere Franse instrumenten.

### Latere jaren
In 1945 was Brain de meest gevraagde hoornist in Engeland. Hij was 24 jaar oud op dat moment. Zijn vader verwondde zichzelf in een val en verloor veel van zijn uithoudingsvermogen om te spelen. Na de oorlog richtten respectievelijk Walter Legge en Sir Thomas Beecham het Philharmonia en de Royal Philharmonic Orchestra op. Brain was eerste hoornist in beide orkesten. Samen met Jack Brymer (klarinet), Gwydion Brooke (fagot), Richard Walton (trompet), Terence MacDonagh (hobo) en Gerald Jackson (fluit) vormde hij de "koninklijke familie" van blazers van het Royal Philharmonic Orchestra. Later vond hij dat hij te weinig tijd had om in beide orkesten te blijven spelen en nam hij ontslag uit het Royal Philharmonic Orchestra.
Hij had ook interesse in het verwaarloosde gebied van kamermuziek met hoorn. Brain vormde een blaaskwintet met zijn broer in 1946, waarmee hij op tournee ging in Duitsland, Italië en Oostenrijk. Brain richtte ook een trio met pianist Wilfrid Parry en violist Jean Pougnet, waarmee hij twee keer op tournee ging naar Schotland en plannen maakte voor een tournee naar Australië in de winter van 1957.
In november 1953 nam hij onder leiding van Herbert von Karajan en begeleid door het Philharmonia Orchestra de hoorrnconcerten 1 t/m 4 van Mozart op voor EMI. In juli 1954, wederom onder leiding van Karajan, speelde Brain de orgelpartij in een opname van de Paashymne uit Pietro Mascagni 's Cavalleria rusticana.
Hij speelde met het London Baroque Ensemble onder leiding van Karl Haas, in concerten en plaatopnames (onder andere Dittersdorfs Partita in D, Dvořáks blazersserenade, en Händels Aria voor twee hoorns, hobo's en fagot).
Brain maakte een radioprogramma met de titel The Early Horn in 1955. Daarin benadrukte hij het belang van de speler ten opzichte van het instrument bij het produceren van de perfecte toon.
Geheel in overeenstemming met zijn humoristische stijl speelde Brain het concert van Leopold Mozart op een rubberen slang tijdens het Gerard Hoffnung-muziekfestival in 1956, waarbij het de slang op de juiste lengte had geknipt met een tuinschaar om de juiste stemming te vinden.
Brain was notoir slordig. Zijn Franse hoorn had een indrukwekkende hoeveelheid deuken. Benjamin Britten signeerde een partituur "Voor Dennis - in het geval hij de andere verliest". Maar Sir Thomas Beecham omschreef Brain als een "wonderkind" en Noël Goodin typeerde hem als "het genie dat de hoorn temde". Zijn ouderwetse en slecht behandelde instrument is hoorbaar in veel opnames uit die tijd.

## Overlijden

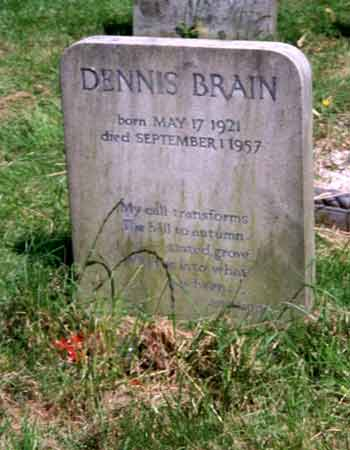
Brains graf in Londen

Op 1 september 1957 kwam Brain om het leven toen hij terugreed naar huis in Londen na het uitvoeren van de Tsjaikovski’s Symfonie nr. 6 Pathétique met het Philharmonia Orchestra onder Eugene Ormandy op het Edinburgh Festival. Hij reed in zijn Triumph TR2-sportwagen van de weg op een boom langs de A1 tegenover de noordelijke ingang van de vliegtuigfabriek van De Havilland Aircraft in Hatfield. Voor de volgende dag stonden er opnames gepland van Strauss’ Capriccio met dirigent Wolfgang Sawallisch in Londen. Brain was een bekend liefhebber van snelle auto's en stond erom bekend dat hij het tijdschrift Autocar op zijn lessenaar had staan als hij de Mozart-concerti uit het hoofd speelde tijdens opnames. Hij was 36 jaar oud toen hij stierf. Brain werd begraven op Hampstead Cemetery in Londen.
Zijn grafsteen draagt de inscriptie van een citaat uit Hindemiths declamatie-sectie van zijn hoornconcert:

My call transforms 

The hall to autumn-tinted groves 

What is into what 

Has been.... 

Zijn Alexander-hoorn werd zwaar beschadigd tijdens het fatale ongeval, maar is daarna gerestaureerd door Paxman in Londen en bevindt zich nu ter bezichtiging in het gratis museum van de Royal Academy of Music.
Benjamin Britten begon na Brains overlijden aan In Memoriam Dennis Brain, maar voltooide het nooit.

## Invloed op hoornrepertoire

### Nieuwe werken en herdenkingen
Brain vroeg verschillende componisten om nieuwe werken voor hem te schrijven en veel componisten schreven ook ongevraagd voor hem. Onder hen bevonden zich Benjamin Britten (Serenade voor tenor, hoorn en strijkers, Canticle III), Malcolm Arnold (hoornconcert nr. 2), Paul Hindemith (concert voor hoorn en orkest), York Bowen (concert voor hoorn, strijkers en pauken), Peter Racine Fricker (hoornsonate), Gordon Jacob (concert voor hoorn en strijkorkest), Mátyás Seiber ( Notturno voor hoorn en strijkers), Humphrey Searle ( Aubade voor hoorn en strijkers), Ernest Tomlinson (Rhapsody en Rondo voor hoorn en orkest, Romance en Rondo voor hoorn en orkest), Lennox Berkeley (Trio voor hoorn, viool en piano) en Elisabeth Lutyens.
Francis Poulenc schreef zijn Elegie voor hoorn en piano om Brains dood te herdenken. Hij was toevallig in Londen toen Brain omkwam, en hij schreef de Elegie de volgende dag. Het werk ging in première op 1 september 1958, precies een jaar na de dood van Brain, met Neill Sanders op hoorn en met Poulenc zelf aan de piano.
Om de vijftigste verjaardag van zijn dood te herdenken werd het werk Fanfare: a salute to Dennis Brain  geschreven door Sir Peter Maxwell Davies, dat in première ging in Nottingham op 15 maart 2007, gespeeld door de hoornist Michael Thompson. Vijftig hoornisten betaalden elk € 50,- voor dit opdrachtwerk, door de Windblowers van Nottingham.

### Herontdekte werken
Brain maakte samen met Karajan opnames van de vier hoornconcerten van Mozart, die nu beschouwd worden als de basis van het solo-hoornrepertoire. De concerti werden oorspronkelijk geschreven voor Joseph Leutgeb, een Weense natuurhoornspeler. Vooral de cadensen voor het derde en vierde concerto getuigen van Brains virtuositeit.
Ook was Brain pleitbezorger van de twee concerten van Richard Strauss. Hij was de tweede die het hoornconcert nr. 2 uitvoerde, in 1948. In 1951 was Brain de eerste die in de moderne tijd Joseph Haydns hoornconcert nr. 1 uitvoerde.
- Biblioteca Nacional de España: XX893047
- Bibliothèque nationale de France: cb138918008 (data)
- CiNii: DA08500040
- Gemeinsame Normdatei: 118888110
- International Standard Name Identifier: 0000 0000 8125 570X
- Library of Congress Control Number: n82019992
- MusicBrainz: f57f939d-6358-47c7-ba60-128a7ae9bec3
- Bibliotheek van het Japanse parlement: 00717933
- Nationale bibliotheek van Australië: 35803713
- Nationale Bibliotheek van Israël: 987007446578505171
- Nederlandse Thesaurus van Auteursnamen: 073980161
- SNAC: w6cv6h0b
- Système universitaire de documentation: 162493029
- Trove: 1094635
- Virtual International Authority File: 46945700
- WorldCat: E39PBJt3RJdddCJg7qTMrqGT73